# Крайбрежни бекаси
Крайбрежните бекаси (Limosa) са род птици, от семейство Бекасови, който включва четири съвременни вида и поне три изчезнали вида, известни от фосилни останки. Представителите са сравнително големи на размери птици, с дълги крака и човка. Птиците от този род мигрират на ята към по-топли места през зимния сезон. Характерния за крайбрежните бекаси дълъг и слабо извит нагоре клюн ги отличава от сходния род Свирци. Друга особеност е, че женските екземпляри са по правило по-големи от мъжките. През зимата оперението се променя към тъмнокафяво, докато през лятото оттенъка е към рижаво.
Подобно на останалите представители на семейството, птиците от род Крайбрежни бекаси са обитатели на водните ландшафти. Летните биотопи на тези птици са различни, но през зимата по правило се избират места в близост до речни естуари и други видове крайбрежни водни площи.

## Видове
Род Крайбрежни бекаси
- Вид Американски крайбрежен бекас (Limosa fedoa)
- Вид Канадски крайбрежен бекас (Limosa haemastica)
- Вид Пъстроопашат крайбрежен бекас (Limosa lapponica)
- Вид Черноопашат крайбрежен бекас (Limosa limosa)

Известни са и фосилни остатъци от три други вида — Limosa gypsorum, Limosa lacrimosa, Limosa vanrossemi.